# Aeschynomene tumbezensis
Aeschynomene tumbezensis är en ärtväxtart som beskrevs av James Francis Macbride. Aeschynomene tumbezensis ingår i släktet Aeschynomene och familjen ärtväxter. Inga underarter finns listade i Catalogue of Life.